# Rifugio Chacabuco
Il rifugio Chacabuco (in spagnolo Refugio Chacabuco) è un rifugio antartico temporaneo argentino nei pressi della base San Martín.
Localizzato ad una latitudine di 68° 06' sud e ad una longitudine di 66°31' ovest, venne costruito nel 1956 come punto di appoggio logistico ed è attualmente abbandonato.